# Lista de personagens de StarCraft
No Universo de StarCraft existem diversos personagens, também conhecidos como heróis, que têm papéis importantes na história do jogo. Grande parte dos heróis são versões mais poderosas de unidades comuns, porém há exceções como a Infested Kerrigan, uma unidade única. Alguns personagens podem ser controlados em missões Single-Player ou em mapas do tipo Use the Map Settings.

## Personagens Terran

#### Jim Raynor
James "Jim" Eugene Raynor é o principal protagonista Terran série StarCraft, foi um delegado Confederado na colônia de Mar Sara, onde conseguiu o título de Delegado. Após lutar contra os invasores alienigenas, foi preso pela Confederação acusado de destruir instalações da colonia. Foi libertado pelos Filhos de Korhal de Arcturus Mengsk, um grupo revolucionário de oposição a Confederação, decidindo se unir a eles. No entanto, ele rapidamente percebe que Mengsk não tem escrúpulos, abandona Sarah Kerrigan e toda a população de Tarsonis a morrer pela mãos dos Zergs somente para satisfazer a sua sede de poder. Desiludido e amargurado, Raynor lidera um movimento de resistência contra a Supremacia Terrana de Arcturus Mengsk.
Pouca coisa se sabe sobre o passado de Raynor antes de sua aparição no jogo, apenas que ele é um marshal na colônia de Mar Sara e aparentemente tem sido um por muito tempo. As únicas outras dicas de seu passado incluem a série de livros e um diálogo entre ele e Tassadar no briefing da última missão Protoss do primeiro Starcraft, quando ele diz que sua família (não se sabe quem são) foi morta pelos Zergs.

#### Matt Horner
Matt Horner é o capitão da nave Hyperion e segundo em comando dos Saqueadores de Raynor. Descrito como "jovem e idealista", orientado por fortes princípios morais, Horner é originalmente um defensor de Mengsk, mas torna-se contra os ataques deliberados de Mengsk sobre alvos civis da Confederação. Tendo vindo a admirar a bravura e lealdade de Jim Raynor, Horner segue Raynor quando ele abandona a causa de Mengsk, e está disposto a atacar a moralmente falida Supremacia Terrana. Introduzido pela primeira vez na novela Queen of Blades, Horner faz a sua estreia em vídeogames em Wings of Liberty.

#### Tychus Findlay
Tychus J. Findlay é um marine e antigo associado dos Saqueadores de Raynor. Ele aparece em Devils na novela Paraíso e em Wings of Liberty, onde ele é dublado por Neil Kaplan. Findlay é aparece no trailer de StarCraft II, no qual mostra ele sendo envolvido em uma armadura de combate. De acordo com Nick Carpenter, o marine no trailer não tinha nenhuma identidade, mas acabou por se tornar Findlay, permitindo que a equipe cinematográfica colocasse para fora do trailer o personagem. Findlay é cercado por rumores sobre a sua reputação, por um lado, ele é tido como um soldado leal que arrisca sua vida para salvar seus companheiros, enquanto por outro lado, ele é considerado como um canalha amoral. Findlay e Raynor lutaram por anos juntos para a Confederação, antes dos eventos de StarCraft e de se tornarem bandidos, Findlay foi finalmente capturado e preso. Em Wings of Liberty, ele escapa da prisão, persegue Raynor e recruta-lo para trabalhar para a secreta Fundação Moebius, onde, de acordo com Metzen, Findlay atua como o diabo  sobre o ombro de Raynor.

#### Gabriel Tosh
Gabriel Tosh é um misterioso traficante de armas e uma "Aparição", um agente de elite fantasma reforçada através da utilização de terrazine, um potente reagente psíquico. Embora criado originalmente para ser um fantasma, Tosh é introduzido na novela Spectres e em Wings of Liberty. Metzen descreve Tosh como um personagem tipo "Boba Fett". Tosh possui uma personalidade niilista e acredita que ele deve sempre olhar para si próprio, a fim de sobreviver. Como tal, ele é o inverso do caráter idealista e honrado de Matt Horner. Tosh representa uma influência amoral sobre Raynor com a tentação de cortar custos e agir como um pirata, embora ele não seja inerentemente mau.

#### Ariel Hanson
Dra. Ariel Hanson é uma cientista que se une aos Saqueadores de Raynor, depois de sua colônia é invadida por Zergs em Wings of Liberty. Uma pessoa abnegada e altruísta, deseja voltar para a vida normal. Ela é considerada o oposto da moral Tychus Findlay, representa uma influência positiva na moral Raynor agindo como um anjo em seu ombro. Originalmente concebido como um personagem masculino, Hanson foi alterada para para atuar como um interesse amoroso para Raynor, embora limitado pela condição de Raynor ser um mercenário e fugitivo.

#### Alexei Stukov
Vice-Almirante Aleksander "Alexei" Stukov é o Vice-Almirante da Força Expedicionária da United Earth Directorate ("Diretorado da Terra Unificada") para o Setor Koprulu e um amigo de infância do Almirante, Gerard DuGalle.
Sua especialidade era em pesquisas, principalmente a respeito de tecnologia e física teórica, e mais recentemente sobre Zergs e Protoss. Apesar de ser um brilhante estrategista, ele não contestou a liderança do Almirante DuGalle na força expedicionária da UED para o Setor Koprulu.
Em Heart of the Swarm Stukov volta como um Infested Terran.

#### Gerard DuGalle
O Almirante Gerard DuGalle é um Almirante na United Earth Directorate ("UED"). Possivelmente foi o maior líder militar da UED, defendendo a Terra de seus inimigos em inúmeras batalhas. Ele e seu mais confiável amigo, Vice-Almirante Stukov foram enviados como parte da Força Expedicionária da UED para o Setor Koprulu após as batalhas de Chau Sara e Mar Sara, com o objetivo de apaziguar a área e manter o controle da UED. DuGalle foi colocado a prova devido a sua capacidade tática, e foi selecionado pelo Conselho da UED.
DuGalle foi provavelmente o mais eficiente líder da UED, possuindo a maior experiência em conflitos militares entre todos da UED, e comandou suas tropas da Nave da UED, Stukov implicava que DuGalle era "rígido" demais e não fazia amigos facilmente.
Gerard DuGalle, 64 anos, era um amigo de infância do Vice-Almirante Alexei Stukov, que tinha 52 anos.

#### Arcturus Mengsk
Arcturus Mengsk é o imperador da Supremacia Terrana, que preside sobre a maioria dos Terranos no Koprulu Sector. Um personagem principal da série e é o protagonista do livro I, Mengsk. Mengsk é extremamente inteligente, assim como um estrategista tático. Apesar de não sentir empatia por outras pessoas, ele é altamente treinado em oratória e propaganda, e possui uma notável habilidade de manipulação. Originalmente, era um jovem garimpeiro da Confederação e veterano de guerra. Foi estimulado pelo assassinato de seu pai, politicamente dissidente, junto com sua mãe e irmã, e começou uma revolução contra a Confederação, um ato que leva a um devastador ataque nuclear da população de seu mundo natal, Korhal, pela Confederação. Passa anos conduzindo conflitos e terrorismo para enfraquecer a Confederação, tempo no qual ele recrutou seguidores como Sarah Kerrigan, Jim Raynor e Edmund Duke. Raynor e Kerrigan ficam incomodados com os métodos cada vez mais extremos de Mengsk, mais precisamente por utilizar Zergs para atacar alvos da Confederação, levando Mengsk a abandonar Kerrigan aos Zergs no mundo de Tarsonis. Com a destruição de Tarsonis pelos Zergs, Mengsk coroa a si mesmo como imperador e se auto-intitula como um ditador benevolente.
Em Brood War, a Supremacia é invadida pela UED e Mengsk escapa de ser capturado, com a ajuda de Raynor. Tendo que decidir entre execução e destruição da Supremacia, Mengsk se alia à Kerrigan e Raynor para derrotar a UED, mas Kerrigan eventualmente quebra a aliança e realiza um ataque crítico às forças de Mengsk. Ainda assim, Mengsk se reconstrói e a Supremacia continua o poder Terran dominante. No livro Frontline, muitas das histórias apresentam Mengsk como um tirano corrupto, não muito diferente da Confederação.
Em Wings of Liberty, Mengsk e seu filho, Valerian Mengsk, vêem a Supremacia recebendo oposição de vários grupos rebeldes e paramilitares, incluindo aqueles leais à Raynor.

#### Edmund Duke
Edmund Duke é um oficial, primeiramente da Condeferação e depois da Supremacia. Duke também aparece em vários livros, incluindo Liberty's Crusade, Shadow of the Xel'Naga e Queen of Blades. Um descendente de uma das influentes "Old Families" da Confederação, com uma longa carreira militar, Duke é um estrategista experiente e metódico, mas também egoísta e xenofóbico. Como coronel, Duke comanda o "Alpha Squadron" das Forças de Segurança da Confederação, e é a face da Confederação para o jogador no início de StarCraft. Duke inicialmente lidera as defesas de Chau Sara e Mar Sara, colônias da Confederação, de ataques dos Zergs e da frota Protoss comandada por Tassadar, pela qual ele é promovido à general.
Mais tarde, Duke é encarregado de lidar com uma rebelião no mundo de Antiga Prime, mas é derrotado pelas forças de Mengsk. Quando a nave de Duke, Norad II, é derrubada pelos Zergs durante a batalha, Duke é resgatado por Raynor, sob ordens de Mengsk, em troca da deserção do general e de seu esquadrão, já que o conhecimento de Duke é vital para o assalto de Mengsk à Tarsonis, Mengsk, ainda cético da lealdade de Duke, o dispacha em uma expedição para investigar o mundo dos Zergs, Char, e um artefato Xel'Naga em Bhekar Ro, durante o livro Shadow of the Xel'Naga, encontros que dizimam o Alpha Squadron. Em Brood War, Duke organiza a defesa das frotas da Supremacia contra a UED, e depois segue Mengsk em uma aliança com Kerrigan e os Zergs. Entretanto, como parte de um ataque contra as capacidades militares da Supremacia, Kerrigan destrói a nave de Duke, matando-o.

## Personagens Protoss

### Khalai

#### Tassadar
Tassadar é um high templar de rank militar Khalai executor. Ele aparece em StarCraft e em vários outros livros, mais notavelmente em Queen of Blades. Descrito como um fascinado, apesar de desconfiado, pelos dark templars, Tassadar é o comandante da frota que fez o primeiro contato com os Terranos, ao destruir sua colônia em Chau Sara para conter a infestação Zerg. Entretanto, Tassadar eventualmente desrespeita suas ordens de continuar destruindo os planetas sem se preocupar com os Terranos, e ao invés disso ataca os Zergs de maneira convencional. Depois de rastrear os Zergs até o seu planeta natal Char, ele encontra o dark templar Zeratul e Jim Raynor, forjando uma amizade com os dois e aprendendo como usar seus poderes psiônicos junto com os poderes de um dark templar.
O governo Khalai vê a amizade de Tassadar com os dark templars como herética e como uma maior ameaça para a sua sociedade do que a invasão dos Zergs em Aiur, enviando Aldaris e Artanis para prendê-lo. Artanis, entretanto, junto com o templar Fenix, se junta a Tassadar, iniciando uma guerra civil entre os seguidores de Tassadar e o governo. O conflito só é terminado quando Tassadar demonstra a efetividade dos dark templars contra os Zergs. Com Raynor, Zeratul e Fenix, Tassadar quebra as defesas dos Zergs em Aiur e alcança o Overmind; Tassadar canaliza ambas as suas energias psiônicas e aquelas dos dark templars através do casco de sua nave e colide com o Overmind. A descarga de energia resultante destrói o Overmind e faz Tassadar transcender para um novo nível de existência espiritual.

#### Artanis
Artanis é um high templar e comandante militar introduzido em Brood War. O personagem também aparece nos livros Queen of Blades e Twilight. Mais tarde, outras retcons fizeram de Artanis a identidade do jogador na campanha dos Protoss do StarCraft. Um líder ambicioso, Artanis é o mais novo templar a alcançar o rank de praetor e executor.
Artanis possui grande estima por Tassadar, e apesar de ter uma forte crença no sistema Khalai, ele também possui a ideia de reunificação com os dark templars. Artanis é responsável pela defesa inicial de Aiur, ao lado de Fenix, antes de ser despachado por Aldaris para prender Tassadar; Artanis, entretanto, se alia a Tassadar e o ajuda a derrotar o Overmind. Mais tarde, Artanis organiza a evacuação do seu planeta natal, agora devastado, para o planeta de Shakuras, lar dos dark templars, e, com Zeratul, ele se compromete à meios de exterminar a presença Zerg em Shakuras através do uso do templo Xel'Naga.
Quando as ações de Sarah Kerrigan resultam na morte de Aldaris, Fenix e Raszagal, Artanis comanda uma frota à Char para trazer justiça contra Kerrigan, mas apesar de se aliar tanto com a Supremacia quanto com o resto da UED, suas forças são derrotadas pelo enxame. Artanis retorna à Shakuras para reconstruir a civilização Protoss; com Zeratul tendo desaparecido, Artanis se torna o hierarca do Protetorado Protoss unificado, mas encontra problemas em reintegrar os dois ramos de seu povo, com muitos sobreviventes de Aiur querendo retomar seu mundo natal. Artanis faz uma breve aparição em Wings of Liberty.

#### Fenix
Fenix é um praetor no rank militar Khalai. Um templar e velho amigo de Tassadar, Fenix é um poderoso e astuto líder, mas permanece desconfiado dos motivos da casta dominante Judicator. Sob o comando de Aldaris, Fenix ajuda a defender Aiur da invasão Zerg, mas eventualmente cai em batalha quando sua posição é dominada pelo enxame. Devido a uma falha nas suas lâminas psiônicas, Fenix cai para um pequeno exército de hydralisks numa batalha em Antioch. Mesmo assim, Fenix é resgatado e integrado a um dragoon, uma unidade mecânica de apoio designada para permitir guerreiros incapacitados de continuarem seu serviço militar. Fenix alia suas forças com as de Tassadar durante o confronto entre Tassadar e o Governo Protoss, e mais tarde lidera uma força-tarefa contra as defesas externas do Overmind, facilitando a tarefa de Zeratul de assassinar diversos cerebrates e, finalmente, o prórpio Overmind. Nesse período, Fenix desenvolve uma forte amizade com o companheiro Terrano de Tassadar, Jim Raynor.
Em Brood War, Fenix e Raynor ficam para trás como última defesa contra os Zergs, enquanto os Protoss evacuavam o planeta Aiur através de um warp gate. Eles protegem o portal até serem atacados pelas forças da UED que estão perseguindo Arcturus Mengsk, e então escapam, desabilitando-o ao passar. Com Raynor e Mengsk, Fenix entra em uma aliança com Sarah Kerrigan contra a UED, até mesmo liderando as forças Zergs numa missão de ataque por recursos em Moria. Entretanto, depois que a UED deixa sua posição no planeta capital da Supremacia, Korhal, Kerrigan trai seus aliados. Apesar de não se intimidar com a traição de Kerrigan, Fenix é morto quando os Zergs lançam um ataque surpresa contra sua base em Korhal.

#### Selendis
Selendis é um executor militar dos Protoss após a reunificação da raça. O personagem é introduzido no livro Twilight e em Wings of Liberty, onde é dublado por Cree Summer. Selendis é muito leal aos ideais de sua raça e completamente dedicada à suas responsabilidades. Uma protegida de Artanis, ela considera os dark templars como uma ameaça ao seu povo mas está disposta a trabalhar ao lado deles. Selendis é particularmente ansiosa por salvar Aiur dos Zergs. Pouco depois de Artanis limpar Shakuras da infestação, Selendis participa de uma expedição para resgatar três heróis em Aiur; entretanto, a missão é sabotada por Ulrezaj, que mata dois dos guerreiros. Durante esse período, Selendis descobre outros sobreviventes Protoss em Aiur, mas como não se acreditava ser possível salvá-los, sua existência é mantida em segredo. Depois, Selendis comanda as defesas dos dark templars archives no mundo de Ehlna, contra um ataque dos Zergs e Ulrezaj, resultando na derrota do mesmo.
Em Wings of Liberty, Selendis lidera uma força ao planeta Haven, onde refugiados de Meinhoff e Agria haviam se estabelecido depois da destruição de seus planetas, para incendiar as colônias e erradicar a infestação. Os Saqueadores de Raynor aparecem e são formalmente cumprimentados por Selendis, como antigos aliados. Selendis explica suas ações e intenções, o que leva o jogador a escolher entre dois rumos: destruir Haven no lugar dos Protoss, enquanto tenta salvar o máximo de refugiados não infestados, fazendo com que Selendis elogie Raynor e o chame de "um verdadeiro amigo dos Protoss"; ou se aliar com Ariel Hanson de Agria, que é uma líder dos refugiados, e seus ideais de procurar uma cura para a infestação. Selendis então irá liderar uma força que tentará queimar os acampamentos com uma Mothership, enquanto Raynor terá que destruir a nave e acampamentos Protoss que fornecem reforços aos escudos da mesma. No fim, Selendis e suas forças restantes irão recuar e comentar sobre as habilidades de liderança de Raynor, assim como afirmar que espera que sua crença nos refugiados não seja em vão.
Na última missão da mini-campanha Protoss, Selendis aparece como um dos heróis que fazem uma última defesa contra os Zergs e Híbridos, e eventualmente morre, suas últimas palavras são desculpas para Tassadar, por não ter sido forte o suficiente. Sua unidade é um Carrier.

#### Aldaris
Aldaris é um membro da casta judicator da sociedade Protoss; em StarCraft ele aparece como um elo entre o personagem do jogador e o governo Protoss. Ele foi dublado por Paul Eiding em StarCraft e Brood War. Aldaris é um crente fanático do Khala e não hesita em julgar os outros através de estritas interpretações de seus princípios. Como resultado, ele fica enfurecido pela associação de Tassadar com os dark templars, e logo após o início da guerra entre a casta judicator e a casta templar, ele comanda as forças do governo contra Tassadar. Aldaris captura Tassadar e o põe em julgamento por crimes de blasfêmia e traição, mas Tassadar é libertado por Zeratul. Aldaris, mais tarde, presencia a invasão bem sucedida dos rebeldes contra as defesas principais dos Zergs, e deseja-lhes boa sorte na luta final contra o Overmind.
Em Brood War, Aldaris relutantemente se alia aos dark templars quando os Protoss fogem de Aiur para Shakuras. Entretanto, quando Sarah Kerrigan é aceita como uma aliada pela matriarca Raszagal, Aldaris se enfurece novamente. Enquanto Artanis e Zeratul estão ausentes, ele descobre que Razagal está sendo mentalmente controlada por Kerrigan e inicia uma rebelião entre os refugiados do Khalai. Quando sua insurreição é impedida, o judicator tenta explicar suas ações para Artanis e Zeratul, mas é assassinado por Kerrigan antes de poder revelar qualquer informação.

### Dark Templar

#### Zeratul
Zeratul é um prelado dos dark templars e um dos principais protagonistas Protoss. Como um dark templar, seus ancestrais foram exilados de Aiur por recusarem a se submeter à Khala. Um renomado guerreiro psiônico e assassino, Zeratul é, de certa maneira, calculista e secreto, mas é, contudo, leal e honorável à sua espécie. Ele ensina Tassadar a utilizar as energias dos dark templars e facilitar o ataque final no Overmind ao exterminar diversos cerebrates. Seguindo a morte do Overmind, Zeratul tentar colocar em prática a reunificação dos sobreviventes Khalai com os rebeldes dark templars, e desmascarar os segredos dos experimentos de Samir Duran. Ele foi descrito pela GameSpot como "um guerreiro das trevas que defende a luz" e um "bode expiatório" para o seu povo, ao entrar na lista de 10 melhores heróis.

#### Raszagal
Raszagal é a matriarca dos dark templars em Shakuras. O personagem aparece em Brood War e no livro Shadow Hunters. Descrita como um dos Protoss vivos mais antigos e imbuída de tremendos poderes psíquicos, ela é uma das únicas capazes de lembrar claramente do mundo natal dos Protoss antes do exílio dos dark templars. Durante sua juventude, Raszagal foi importante em assegurar que os dark templars fossem apenas exilados, ao invés de exterminados. Em Brood War, Raszagal direciona Zeratul e Artanis à purificar Shakuras dos Zergs, e recebe Sarah Kerrigan como uma aliada nessa missão. Isso faz com que Aldaris se rebele; Raszagal, consequentemente, ordena sua morte. Mais tarde, Kerrigan e Samir Duran sequestram Raszagal de Shakuras, usando-a para chantagear Zeratul a matar o segundo Overmind. Logo se torna aparente que Kerrigan controlou mentalmente a matriarca e está utilizando-a para manipular os eventos desde o início. Zeratul captura Raszagal, mas não consegue segurar as forças Zergs por tempo suficiente para escapar. Percebendo que a matriarca não poderá ser salva da influência de Kerrigan, Zeratul mata Raszagal.

#### Ulrezaj
Ulrezaj é um rebelde dark templar que acredita que o Khalai Protoss deveria ser removido de Shakuras ou exterminado. Ele é introduzido na campanha para download do Brood War, "Enslavers: Dark Vengeance", e mais tarde aparece como antagonista dos livros Shadow Hunters e Twilight.
Criado como um aprendiz na lua de Ehlna, Ulrezaj começa a abusar de sua posição ao aprender de fontes proibidas de informação. Ressentindo o exílio dos dark templars de Aiur, ele abandona sua carreira e levanta armas contra o Khalai Protoss quando eles se estabelecem em Shakuras. Mais tarde, ele usa seu conhecimento para se tornar um dark archon; um ser psiônico imensamente poderoso, criado a partir de vários Protoss se unindo. Aliando-se com um contrabandista Terrano, Alan Schezar, Ulrezaj move uma base orbital para Shakuras; Ulrezaj usa os recursos de Schezar para mutar os Zergs e fazê-los atacarem o Khalai Protoss, enquanto um pulso eletromagnético desabilita a rede elétrica de Shakuras. Apesar de ser derrotado pelas forças de Zeratul, Ulrezaj escapa.
Ulrezaj reaparece vários anos mais tarde, morando em Aiur, onde ele está manipulando uma facção dos sobreviventes Protoss que não evacuaram. Ulrezaj usa esses Protoss para tentar capturar um arqueologista Terrano, Jacob Ramsey, que tem a poderosa mente de uma arquivista Protoss, Zamara, residindo em sua própria mente; ao falharem em capturá-lo, Ulrezaj pessoalmente tenta capturar Ramsey, mas o arqueologista escapa através da defesa de ambos os Protoss e da Supremacia. Entretanto, Zamara usa suas últimas energias para trancar a mente de Ulrezaj num cristal, sacrificando a si mesma para prendê-lo.

## Personagens Zerg

### Overmind
O Overmind é o centro da mente do enxame Zerg, criado pelos Xel'Naga como uma única consciência para seus experimentos com os Zergs. Ele é o antagonista do StarCraft. Em algum ponto durante sua criação, ele foi secretamente escravizado pela Dark Voice, que inseriu uma diretiva para destruir os Protoss em sua mente. O Overmind toma conhecimento dos Xel'Naga, e ataca e assimila seus mestres. Através disso, o Overmind aprende sobre a existência dos Protoss e se determina a assimilar os Xel'Naga, acreditando que alcançariam a perfeição. Para obter a força necessária para vencer os Protoss, o Overmind almeja assimilar o potencial psiônico dos Terranos. Ele também assimila Sarah Kerrigan, criando uma arma dos Zergs livre do controle da Dark Voice. Os Zergs e Protoss lutam em vários mundos Terranos, onde Zeratul eventualmente assassina o cerebrate Zasz. A morte de Zasz momentâneamente conecta as mentes do Overmind e Zeratul, permitindo que o Overmind descubra a localização do planeta natal dos Protoss, Aiur. O Overmind rapidamente lança uma invasão contra Aiur e manifesta a si mesmo na superfície do planeta. Após uma longa e custosa campanha em Aiur, Tassadar junta as energias dos dark templar para realizar um ataque diretamente ao Overmind, desintegrando-o.
Um segundo Overmind é criado no Brood War, formado da junção de diversos cerebrates. Esse segundo Overmind nunca alcança a maturidade, e por isso não possui o poder e inteligência do original, sendo muito mais fraco. Ataques que eram superficiais ao primeiro Overmind colocam o segundo em remissão, apesar das energias dos dark templars ainda serem necessárias para matá-lo. O segundo Overmind é capturado e drogado pela United Earth Directorate, que o utiliza para controlar o enxame e fortalecer sua própria força no Koprulu Sector, mas é finalmente morto por Zeratul. Junto com Kerrigan, o Overmind foi considerado pela GamePro como o oitavo vilão mais diabólico dos vídeogames.

### Sarah Kerrigan
Sarah Kerrigan é a líder do enxame Zerg, chamando a si mesmo de Queen of Blades ("Rainha das Lâminas"), ela é a antagonista predominante da série. Originalmente uma agente Terrana de Arcturus Mengsk, ela é traída e abandonada aos Zergs, que a transformam em um híbrido de Zerg/Terran com vastos poderes psiônicos. Após a morte do Overmind, Kerrigan afirma sua independência, atacando todos aqueles que a traíram e que tentassem detê-la, eventualmente tomando controle total sobre o enxame Zerg. Quatro anos depois, Kerrigan invade a Supremacia em busca de alguns artefatos Xel'Naga; esses artefatos são obtidos por Raynor, que os usa para transformar Kerrigan em humana novamente. Apesar de ter sido originalmente designada como uma personagem descartável, Kerrigan cresceu na visão dos desenvolvedores, que a deram um papel maior na série. Talken Campbell descreveu a transformação de Kerrigan como "saindo de garota boazinha para uma bad girl"; muitos dos aspectos da aparência infectada de Kerrigan foram inspiradas na Medusa. IGN classificou Kerrigan como o quinto vilão mais memorável dos vídeogames, enquanto leitores da GameSpot colocaram Kerrigan como o vilão mais maléfico.

### Cerebrates
Cerebrates são agentes secundários do enxame Zerg, cada um deles comanda uma casta dos Zergs que possuem um papel tático distinto dentro da hierarquia. Junto com o Overmind, os cerebrates são os únicos Zergs de completa sapiência, cada um com sua própria personalidade e métodos, apesar de que eles são geneticamente incapazes de desobedecer o Overmind. Os cerebrates podem ser reencarnados pelo Overmind, caso morram, apesar das energias dos dark templars serem capazes de prevenir que isso ocorra. A morte de um cerebrate faz com que o Overmind perca o controle da casta pela qual ele era responsável. O cerebrate de maior ranking é Daggoth, comandante da casta Tiamat, a maior e mais poderosa casta do enxame Zerg. Daggoth é o que possui mais força de vontade e é o mais feroz dentre os cerebrates. Ele treina o personagem do jogador na campanha Zerg de StarCraft e dispensa forças para proteger Kerrigan, após sua transformação. Daggoth também fica responsável por proteger o próprio Overmind. Após a morte do Overmind, Daggoth assume o comando de uma facção dos Zergs, ordenando vários cerebrates a se unirem para formar um novo Overmind.
O segundo mais proeminente cerebrate é Zasz, que comanda a raça de primeiro ataque Garm. Zasz é um líder esperto, porém interrogativo. Kerrigan geralmente discute com Zasz sobre suas ações impulsivas e aparentemente rebeldes; apesar do Overmind assegurar que kerrigan é leal, Zasz continua inseguro. Entretanto, enquanto Tassadar distrai a atenção das forças de Kerrigan, Zasz é assassinado por Zeratul. Sua morte causa uma ligação mental temporária entre Zeratul e o Overmind, permitindo que o Overmind descubra a localização do planeta Aiur e que Zeratul aprenda sobre a origem dos Zergs. As palavras finais de Zasz para Kerrigan proclamam que ela seria "a perdição de todos nós"; após a ascensão de Kerrigan ao poder e a culminação da Brood War, Zasz se prova correto.

### Samir Duran
Samir Duran, conhecido simplesmente como "Duran" ou "Lieutenant Duran", foi apresentado como sendo um Tenente Terran, mas com o passar da história percebe-se que ele era um Zerg disfarçado. "Duran" acaba ajudando a Infested Kerrigan durante um tempo, mas na missão final ele lhe deixa na mão por motivos misteriosos.
Se você completa uma certa missão com um condição especifica da fase, você é levado a uma fase "bônus" (nas missões dos Zergs, Broodwar). Nela, você controla Zeratul e alguns Protoss, e são levados a descobrir que Duran era algo além de um zerg ou um terran. Alguns dizem que ele é um Xel'naga, pois na conversa ele comenta com Zeratul (lembrando que os protoss vivem centenas de anos) que ele era muito jovem. Na tal missão, você descobre várias cápsulas que contem protoss e zergs, e na última delas, você descobre que estavam misturando os genes deles, criando um Hibrido Protoss/Zerg.
Essa história será o foco principal em StarCraft II: Legacy of the Void.

## Citações
1. ↑  Mengsk: I'm giving you a choice. You can return to the Confederacy and lose, or you can join us and help save our entire race from being overrun by the Zerg. I don't think it's a difficult decision. / Duke: Join forces? With you? I'm a general, for God's sake! / Mengsk: A general without an army. I'm offering you a position in my cabinet, not just some backwater post. Don't test my patience, Edmund. / Duke: All right, Mengsk. You've got a deal.—Blizzard Entertainment (1998). StarCraft. Fase: Norad II
2. ↑  Duke: Well, now. I don't know which militia you all are from, but I advise ya' to back down... now! I'm General Edmund Duke of the Dominion Armada. And in the name of Emperor Mengsk, I order you to surrender your forces immediately and unconditionally. / Stukov: Ah, General Duke. I expected your forces to arrive sooner. You should know that we represent not one of your rag-tag peasant militias, but the combined might of the United Earth Directorate. / Duke: Earth Directorate? You mean to tell me you've come all the way out here from Earth? / Stukov: That is correct, general. We're here to take control over this sector and its occupants for the betterment of mankind. / Duke: Over my dead body. I don't care where yer' from, son. No one pushes around the Terran Dominion on my watch! All units, fire at will!—Blizzard Entertainment (1998). StarCraft: Brood War. Fase: First Strike
3. ↑  Duke: Well, well, well. If it isn't little Kerrigan. I had a feelin' we'd be meetin' each other again. You've got a lot to answer for, little girl. / Kerrigan: General Duke. You know I always wanted to have you killed. This is kind of exciting for me! / Duke: Do your worst then, girl. You ain't takin' Edmund Duke without a fight.—Blizzard Entertainment (1998). StarCraft: Brood War. Fase: True Colors
4. ↑  Aldaris: Executor, you and the traitor Tassadar are to cease your resistance and surrender yourselves to the judgment of the Conclave. We will take the outlaw, Zeratul, into custody and deal with him as is written by the Khala's law! / Tassadar: Flee back to your masters Aldaris, and huddle with them in darkness! For your actions shall set us all unto the Zerg!—Blizzard Entertainment (1998). StarCraft. Fase: Homeland
5. ↑  Tassadar: I will steer the Gantrithor into a collision course with the Overmind. If I can channel enough of the dark templars' energy through the hull of the Gantrithor, I should be able to bring swift death to the accursed abomination. Remember us, executor. Remember what was done here today. May Adun watch over you.—Blizzard Entertainment (1998). StarCraft. Fase: Eye of the Storm
6. ↑  Raszagal: There lies a dormant power here that can help us to scour the Zerg from Shakuras forever. [...] We discovered  [...] an ancient Xel'Naga temple, dedicated to the race that sired us all. The temple is situated above a nexus of powerful cosmic energies. If we were to access those energies... / Aldaris: Then we should strike now while the Zerg still muster their forces! / Raszagal: Alas, we cannot. In order to properly channel the energies of the temple, we will need the twin crystals, Uraj and Khalis, that legends say were separated many ages ago. [...] Only by using these two crystals in unison, can we hope to channel the potent energies of the temple. / Artanis: Then it is clear that we must retrieve these crystals wherever they may be!—Blizzard Entertainment (1998). StarCraft: Brood War. Fase: Legacy of the Xel'Naga
7. ↑  Artanis: Kerrigan, this is Artanis. My brethren and I have come to avenge the deaths of Fenix, the matriarch, and all of the other Protoss who fell before the Swarm! It is long past time you paid for your crimes against our people! [...] Savor this victory, Kerrigan! For the Protoss will never forget your treachery. We shall be watching you.—Blizzard Entertainment (1998). StarCraft: Brood War. Fase: Omega
8. ↑  Fenix: Greetings executor! And greetings to you, Tassadar. I am overjoyed to see you both return home in this dark hour. The Zerg have redoubled their efforts, and it seems– / Tassadar: Fenix? It can't be! The executor told me of how you fell before the Zerg. How is it that you live and breathe? / Fenix: Ha hah... Well, after my unfortunate defeat, my ruined body was recovered by our brethren. I now reside within the cold, robotic shell of a dragoon. / Tassadar: Old friend-would that this never came to pass... / Fenix: Nonsense! There is no shame in defeat so long as the spirit is unconquered, and I am still able to serve Aiur to a degree.—Blizzard Entertainment (1998). StarCraft. Fase: Homeland
9. ↑  Fenix: Our forces shall engage the primary Zerg hive clusters in an attempt to weaken their defenses. Once their numbers have thinned out, Zeratul and his companions can infiltrate the clusters and assassinate the cerebrates. Adun willing, the cerebrates' deaths will distract the Overmind long enough for us to assault it directly.—Blizzard Entertainment (1998). StarCraft. Fase: Shadow Hunters
10. ↑  Raynor: Executor, my crew and I will remain here on Aiur and shut the gate down on this side. It's the only way to make sure that the Zerg won't send more reinforcements to Shakuras. / Artanis: You will be hopelessly outnumbered, and once the gate is shut down there will be no one to save you should you be overrun. / Raynor: Yeah, well... I'm a man of action. What can I say? / Fenix: I shall remain with Raynor as well, executor. My duty is to Aiur, after all. / Artanis: Farewell then, brave warriors. We will send through all the troops we can spare.—Blizzard Entertainment (1998). StarCraft: Brood War. Fase: Dunes of Shakuras
11. ↑  Kerrigan: I'm thinking that we should pay the Kel-Morian Combine a little visit. Moria is one of the largest resource nodes in the sector. If you can bypass their defenses, and steal enough resources from them, we'll be able to afford a full-scale assault on Korhal. / Raynor: It's risky, but I think we can handle it. Fenix, are you into this? / Fenix: If it betters our chances, I will lead the assault myself. / Raynor: Great. Let's get moving!—Blizzard Entertainment (1998). StarCraft: Brood War. Fase: The Kel-Morian Combine
12. ↑  Fenix: This is a betrayal most foul, Kerrigan! We were fools to have gone along with this charade! / Kerrigan: You're right, Fenix. I used you to get the job done, and you played along just like I knew you would. You Protoss are all so headstrong and predictable, you are your own worst enemies. / Fenix: That's ironic. I can remember Tassadar teaching you a very similar lesson on Char. / Kerrigan: I took that lesson to heart, praetor. Now, are you ready to die a second time? / Fenix: The Khala awaits me, Kerrigan. And although I am prepared to face my destiny, you'll not find me easy prey! / Kerrigan: Then that shall be your epitaph.—Blizzard Entertainment (1998). StarCraft: Brood War. Fase: True Colors
13. ↑  Aldaris: Tassadar of the templar, by your actions you have severed yourself from the mercy of your brethren. You refused to destroy the Terran worlds as was commanded. You have questioned time and time again, the sacred will of the Conclave. And you have abandoned your homeworld in its darkest hour. Most grievous of all is that you have allied yourself with the blasphemous dark ones, and learned to utilize their profane powers in tandem with our own! What say you, oh fallen templar?—Blizzard Entertainment (1998). StarCraft. Fase: Homeland
14. ↑  Aldaris: Executor. Tassadar. This comes too late to you, but the Conclave has witnessed your defeat of the cerebrates. They know now that they cannot deny the necessity or the valiancy of your actions. We sought to punish you, while it was we who were in error. You represent what is greatest in us all, and all our hopes go with you. En Taro Adun, brave sons of Aiur!—Blizzard Entertainment (1998). StarCraft. Fase: Eye of the Storm
15. ↑  Zeratul: It is finished, judicator. Surrender your remaining forces, and join us in eradicating the Zerg. / Aldaris: I would sooner die, dark one, than tarnish the memory of Aiur by joining with you! Your fate was sealed the moment your matriarch allied herself with the Queen of Blades! Those of us still loyal to Aiur will never be slaves to Kerrigan and her broods. / Artanis: Aldaris, be reasonable! Kerrigan has changed, she no longer seeks to enslave anyone. Do not force us to destroy you. / Aldaris: You can no longer afford to be so naive, Artanis. While you were securing the crystals, I discovered that your Matriarch has been harboring a dark secret! She has been manipulated by de– / Kerrigan: We have no time for this! [kills Aldaris] / Zeratul: Kerrigan... What have you done? / Kerrigan: I just cleaned up your mess, Protoss. Don't be so squeamish. / Zeratul: Wretched creature! This was a Protoss matter; you had no right to interfere! Begone from this world!—Blizzard Entertainment (1998). StarCraft: Brood War. Fase: The Insurgent
16. ↑  Raszagal: Executor, as matriarch of the dark templar and custodian of this world, I hereby order you to terminate Judicator Aldaris and quell this untimely uprising without delay! There will be no dissent among us while the Zerg are poised to strike!—Blizzard Entertainment (1998). StarCraft: Brood War. Fase: The Insurgent
17. ↑  Kerrigan: Raszagal, do you wish to return to your tribe? / Raszagal: No, my queen. I wish only to serve you and remain at your side. / Zeratul: What treachery is this, Kerrigan? This pathetic creature cannot possibly be Raszagal! / Kerrigan: Ha ha ha. I promised that I'd allow her to return to you, Zeratul. But it looks to me like she doesn't want to go. / Zeratul: You have corrupted her! Somehow you have poisoned her thoughts. Restore her to her rightful self, or you will pay dearly for this offense, Kerrigan! / Kerrigan: All right, Zeratul, you've got me. I made your matriarch my slave long before I joined you on Shakuras. She made the mistake of underestimating my power just like everyone else did. And now she's paid the price.—Blizzard Entertainment (1998). StarCraft: Brood War. Fase: To Slay the Beast
18. ↑  Raszagal: Thank you, Zeratul... You have freed me from her vile control at last. You have always served me with honor... Thus I must ask you... to watch over my tribe... Into your hands I give the future. / Kerrigan: I can hardly believe this! You've killed your own matriarch! / Zeratul: Better that I killed her than let her live as your slave, Kerrigan.—Blizzard Entertainment (1998). StarCraft: Brood War. Fase: The Reckoning
19. ↑  Zeratul: Ulrezaj, you and your three cohorts have desecrated the holy stasis cells and murdered the fallen Protoss warriors which they housed. You have proven yourselves to be traitors against the Protoss race and you will be held accountable for your heinous crimes. / Ulrezaj: Crimes, Zeratul, are a matter of perspective. As far as we are concerned, killing high-born templar is an act of righteous justice! Let the rulers of Aiur feel what it's like to be hunted and driven from their homes! Let them suffer as we dark templar have suffered at their hands!—Blizzard Entertainment (1998). StarCraft: Brood War – Enslavers: Dark Vengeance. Fase: Hung Jury
20. ↑  Zeratul: Ulrezaj and Schezar [...] have positioned an orbital space station over Shakuras that emanates powerful energy waves which are disrupting our communications and draining our planet's energy shields. / Ulrezaj: I hope that my EMP device is not causing you discomfort, oh mighty Zeratul. I harbor no ill will towards you, specifically. I wish only to drive the foul Protoss of Aiur from our world. Their presence has brought nothing but misery and suffering to the dark templar, and now we coddle them to our breast. For so long as I draw breath, I will insure that Shakuras will remain free from their corruption. / Zeratul: I too, once held the same hatreds, but I have fought alongside our brethren from Aiur, Ulrezaj. They are as noble in spirit as we are. Set aside your anger and prejudice and accept that our race is finally united in peace. / Ulrezaj: The wounds they have inflicted upon us are beyond forgiveness, Zeratul, and such scars never truly heal. These Protoss will finally pay for their crimes in full. / Zeratul: It seems that there shall be no compromises.—Blizzard Entertainment (1998). StarCraft: Brood War – Enslavers: Dark Vengeance. Fase: Showdown
21. ↑  Tassadar:' Apparently, the energies which empower the dark templar also course through the Overmind and its cerebrates. / Aldaris: The same cerebrate which you told us to destroy! Your advice was useless, for the creature was reincarnated before our eyes! / Tassadar: Unfortunately, yes. Your attack on the cerebrate failed because the energies that you wield are useless when used directly against the Overmind and its cerebrates. Only the dark templars' power can truly harm the Zerg.—Blizzard Entertainment (1998). StarCraft. Fase: Choosing Sides
22. ↑  Kerrigan: Apparently, many of the renegade cerebrates, commanded by Daggoth, have merged into a new Overmind. Fortunately, the creature is still in its infant stages. It can't control the Swarm yet, but Daggoth and the others still have control over most of the broods.—Blizzard Entertainment (1998). StarCraft: Brood War. Fase: The Quest for Uraj
23. ↑  Overmind: The cunning Protoss have dared strike down that which was immortal. For the Protoss who murdered Zasz are unlike anything we have faced before. These dark templar radiate energies that are much like my own, and it is by these energies that they have caused me harm. Yet shall their overweening pride be their downfall. For when the assassin Zeratul murdered Zasz, his mind touched with mine, and all his secrets were made known to me. I have taken from his mind the secret location of Aiur, the Protoss homeworld.—Blizzard Entertainment (1998). StarCraft. Fase: Eye for an Eye
24. ↑  Zasz: Kerrigan, I sense something strange about this templar. Perhaps you should reconsider your attack. / Kerrigan: For the last time Zasz, you question my motives and authority at your own peril! / Zasz: You dare threaten a cerebrate? You will be the doom of us all!—Blizzard Entertainment (1998). StarCraft. Fase: The Dark Templar